# بن باغدیکیان
بن باغدیکیان (ارمنی: Բեն Բաղդիկյան; انگلیسی: Ben Bagdikian؛ زادگان ۲۶ ژانویهٔ ۱۹۲۰ – درگذشته ۱۱ مارس ۲۰۱۶) روزنامه‌نگار، منتقد و مفسر رسانه‌های خبری و استاد دانشگاه ارمنی‌تبار اهل ایالات متحده آمریکا. باغدیکیان از نجات‌یافتگان نسل‌کشی ارمنی‌ها بود که در زمان کودکی به ایالات متحده آمریکا مهاجرت کرد. وی پس از خدمت در جنگ جهانی دوم به حرفه روزنامه‌نگاری پرداخت. باغدیکیان برندهٔ جوایزی همچون جایزه پولیتزر و جایزه پیبادی شد.
وی در ۱۱ مارس ۲۰۱۶ در سن ۹۶ سالگی در منزل خود در برکلی، کالیفرنیا درگذشت.

## جوایز و افتخارات
- جایزه پیبادی (۱۹۵۰)
- جایزه پولیتزر (۱۹۵۳)
- جایزه هیلمن (۱۹۵۶)
- کمک‌هزینه گوگنهایم (۱۹۶۱)
- جایزه جیمز مدیسن (۱۹۹۸)